# Amt Schwabstedt
Das Amt Schwabstedt war ein Amt im Kreis Husum in Schleswig-Holstein. Es umfasste die folgenden acht Gemeinden:
- Fresendelf
- Hollbüllhuus
- Hude
- Ramstedt
- Schwabstedt
- Schwabstedter Westerkoog
- Süderhöft
- Wisch

## Geschichte
1889 wurde der Amtsbezirk Schwabstedt aus der Kirchspielslandgemeinde Schwabstedt und einem Teil des Forstgutsbezirks Gottorf (Lehmsiek) gebildet. Die Kirchspielslandgemeinde Schwabstedt bestand aus den acht Dorfschaften Fresendelf, Hollbüllhuus, Hude, Ramstedt, Schwabstedt, Schwabstedter Westerkoog, Süderhöft und Wisch. 
Nach Auflösung des Forstgutsbezirks 1928 wurde der im Amtsbezirk liegende Teil in die Dorfschaft Schwabstedt eingegliedert. 1934 wurde die Kirchspielslandgemeinde aufgelöst und die Dorfschaften bildeten eigenständige Landgemeinden.
1948 wurde der Amtsbezirk aufgelöst und die acht Gemeinden bildeten die Kirchspielslandgemeinde Schwabstedt, die noch im selben Jahr die Bezeichnung in Amt Schwabstedt änderte. Mit Bildung des Kreises Nordfriesland wurde das Amt 1970 aufgelöst und die Gemeinden bildeten mit den Gemeinden der Ämter Mildstedt und Ostenfeld das Amt Treene. 1975 wurde die Gemeinde Schwabstedter Westerkoog und 1976 die Gemeinde Hollbüllhuus nach Schwabstedt eingemeindet.